# 赵承丰
赵承丰（1917年—1994年），男，四川苍溪人，中华人民共和国军事人物，中国人民解放军少将，曾任第五机械工业部党组成员、政治部副主任。